# Ceratitida
I Ceratitida sono un ordine di ammoniti che derivano da Goniatitida da cui si irradiano diversificandosi in numerosi nuovi generi e tipi adattativi.
Possiedono una diffusione che va dal Permiano al Triassico e presentano una sutura di tipo ceratitico e più raramente goniatitico o ammonitico.
Dimensioni mediamente maggiori e ornamenti più diversificati.
Tale ordine è ancora oggetto di studi sistematici (come d'altronde la maggior parte di essi) dal momento che alcuni lo considerano come un sottordine dei Phylloceratida.